# ’Pataphysik
’Pataphysik (französisch ’Pataphysique, ein Wortspiel mit den homophonen Formulierungen patte à physique, pas ta physique und pâte à physique) ist ein absurdistisches Philosophie- und Wissenschaftskonzept des französischen Schriftstellers Alfred Jarry (1873–1907), das sich oftmals als nonsensische Parodie der Theoriebildungen und Methoden moderner Wissenschaft gibt.

## Begriff

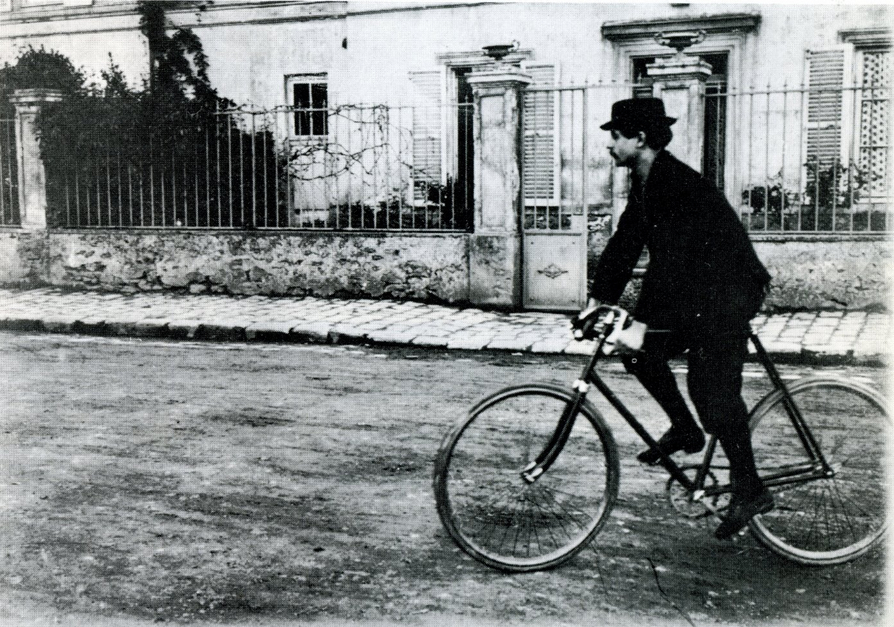
Jarry in Corbeil

Der von Jarry geprägte Begriff erschien zum ersten Mal gedruckt am 28. April 1893 in der Zeitschrift L’Echo de Paris litteraire illustré. Im Roman Taten und Meinungen des ’Pataphysikers Doktor Faustroll (Gestes et opinions du docteur Faustroll, erschienen in Folgen an verschiedenen Orten 1898–1903, vollständig erst 1911) beschreibt Jarry ’Pataphysik als die Wissenschaft des Partikulären, also des Einzelfalls, im Gegensatz zu Aristoteles’ wirkungsreicher Definition, nach der sich Wissenschaft immer nur mit dem Allgemeinen beschäftigen könne.

„Ein Epiphänomen ist das, was zu einem Phänomen hinzukommt. Die ’Pataphysik, deren Etymologie mit epi (meta ta physika) zu schreiben ist, ist die Wissenschaft von dem, was zur Metaphysik hinzukommt – sei es innerhalb, sei es außerhalb ihrer selbst – und die sich ebenso weit jenseits dieser ausdehnt wie diese jenseits der Physik […] Sie soll die Gesetze untersuchen, die diesen Ausnahmen unterliegen, und will das zu dem existierenden zusätzlich vorhandene Universum deuten.“

Die ’Pataphysik präsentiert sich als scheinbar logische Erweiterung der Wissenschaft und Philosophie:

„Die ’Pataphysik steht zur Metaphysik so wie die Metaphysik zur Physik.“

Die Erweiterung gibt Raum für ein künstlerisches Paralleluniversum, das an die Stelle der bekannten Welt treten könnte. Gefragt sind beispielsweise absurde wissenschaftliche Untersuchungen. Eine typische ’pataphysische Untersuchung ist die Berechnung der Oberfläche Gottes. ±Gott ist der kürzeste Weg von 0 bis ∞ (im einen oder anderen Sinne), so Jarrys Zusammenfassung des ’pataphysischen Spiritualismus.

„Die ’Pataphysik (epi meta ta physika) hat präzise und ausdrücklich folgenden Gegenstand: die große Kehre, die Überwindung der Metaphysik […]. So dass man das Werk Heideggers als eine Entfaltung der ’Pataphysik begreifen kann, und zwar in Übereinstimmung mit den Prinzipien von Sophrotatos dem Armenier und seinem ersten Schüler Alfred Jarry.“

## Wirkung
In den 1960er Jahren wurde ’Pataphysik als konzeptualistisches Prinzip benutzt. Elemente der Produktion in ’pataphysischer Tradition können Zufall und gezielte Beliebigkeit sein, wie in Werken von Marcel Duchamp und John Cage. Sprachspiele wie Palindrome sind ein anderes von ’Pataphysikern gerne verwendetes Prinzip, auf das Robert Wyatt mit einem Musikstück auf dem Album Volume Two (1968) der Musikgruppe Soft Machine anspielt. Paul McCartney soll den Begriff pataphysical als Bezeichnung für einen bestimmten Zweig einer unsinnigen Wissenschaft zum ersten Mal 1966 in der Hörspielversion des Theaterstücks Ubu Cocu mit dem Untertitel A Pataphysical Extravaganz gehört haben, was er dann im Song Maxwell’s Silver Hammer nutzte : “Joan was quizzical, studied pataphysical / Science in the home / Late nights all alone with a test tube” (Album Abbey Road, 1969).
Ungefähr zur gleichen Zeit bezeichneten die Situationisten die ’Pataphysik als neue Religion (Asger Jorn).
François Le Lionnais, ein Mathematiker, und Raymond Queneau gründeten 1960 einen Autorenkreis Oulipo (franz.: Ouvroir de la Literature potentielle – „Werkstatt für Potentielle Literatur“), der anfangs vor allem aus Mitgliedern des Collège de ’Pataphysique bestand.

## ’Pataphysische Vereinigungen

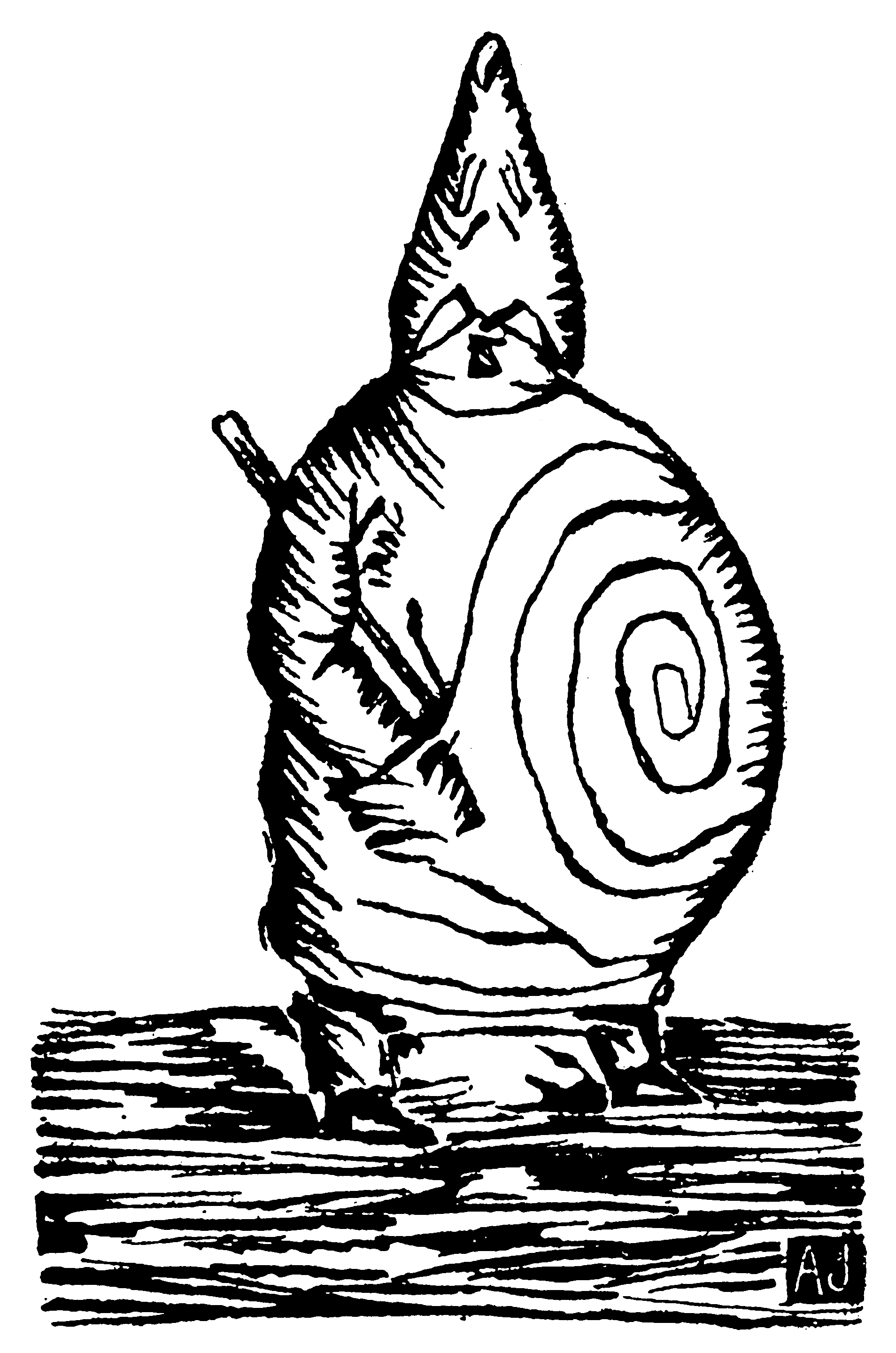
Père Ubu

Jarrys ’Pataphysik blieb bis zur Gründung des Collège de ’Pataphysique 1948 eine weitgehend nur literarische Idee, die Künstler und Schriftsteller inspirierte. Die später berühmt gewordene ’pataphysische Vereinigung, gegründet zu Alfred Jarrys Ehren in der Librairie des Amis des Livres in Paris, hatte auf die Weiterentwicklung der ’Pataphysik wesentlichen Einfluss. Es wurde von Emmanuel Peillet (u. a. unter seinem Pseudonym Irénée-Louis Sandomir) und Maurice Saillet initiiert. Spätere prominente Mitglieder waren hauptsächlich Künstler, Musiker und Schriftsteller, wie Raymond Queneau, Boris Vian, Marcel Duchamp, Max Ernst, Eugène Ionesco, Joan Miró, Groucho, Harpo und Chico Marx, Jean Baudrillard, Dario Fo, Umberto Eco, Man Ray und Harald Szeemann. Es wird vermutet, dass das Collège de Pataphysique das Pseudonym Julien Torma nutzt und in diesem Zusammenhang auch eine fingierte Torma-Biografie entwickelt hat.
Weitere ’pataphysische Vereinigungen:
- Istituto ’Patafisico Milanese, Mailand, gegründet 1963
- Nederlands Instituut voor ’Patafysica (NIP), Amsterdam, gegründet 1972
- Collage de ’Pataphysique, Sovere, gegründet 1989
- ’Pataphysisches Institut Braunschweig, Braunschweig, gegründet 1997
- The London Institute of ’Pataphysics, London, gegründet 2000
- Institut de ’Pataphysique Appliquée (I'PA), St. Gallen, gegründet 2008
- Pataphysisches Institut Basel (PIB), Basel, gegründet 2013
- Pegasus-Institut für Pataphysik (PIP), Wien, gegründet 2013

Einige Abteilungen des London Institute of ’Pataphysics:
- Büro für die Untersuchung subliminaler Bilder
- Komitee für Behaarung und Pogonotrophie
- Abteilung für Dogma und Theorie
- Abteilung für Potassons
- Abteilung für Rekonstruktive Archäologie
- Büro für Patenterei

Das London Institute of ’Pataphysics organisierte u. a. die Retrospektive des Werks von Anthony Hancock unter Bezugnahme auf den Film The Rebel von 1960, in dem der britische Komiker Tony Hancock den Künstler Anthony Hancock spielt.
2022 gründeten Raphaela Edelbauer und Simon Nagy die „Pataphysische Gesellschaft Wien“, eine basisdemokratische Gemeinschaft von Menschen, Tieren und Pflanzen, ausgestattet mit der „Tatkraft eines Hebekrans“ und der „Leichtigkeit eines brennenden Zeppelins“, wie es bei der Premierenveranstaltung im Wiener Volkstheater hieß. Gegründet wurde ebenfalls ein Kammerorchester der Pataphyischen Gesellschaft, das sich aus Profimusikern, Laien, sowie absoluten Anfängern zusammensetzt, wobei alle Musizierenden ihr Instrument erst drei Proben vor der Aufführung zugewiesen bekommen.

## ’Pataphysik und Humor
’Pataphysik wird manchmal als fäkaler Pennälerscherz oder beliebiger Nonsens missverstanden. ’Pataphysikalischer Humor ist jedoch anspielungsreich, grausam und philosophisch begründet.

„Die Götter und die Morgende, die singen, sind aus diesem obszönen Gas hervorgegangen, das angesammelt wurde, seitdem die Welt Welt ist und seitdem der pyramidale Ubu uns verdaut, bevor er uns pataphysisch in die Leere herausschleudert, die verdunkelt wird beim Geruch des erkalteten Furzes – der das Ende der Welt und aller möglichen Welten sein wird […] –
 Der Humor dieser Geschichte ist grausamer als die Grausamkeit Artauds, der nur ein Idealist ist. Und vor allem ist er unmöglich. Er beweist, dass es unmöglich ist, pataphysisch zu denken, ohne sich umzubringen. Er ist, wenn man so will, der Aktionsradius einer unbekannten sphärischen Wampe, die nur durch die Dummheit der Sphären begrenzt wird, die aber unendlich wie der Humor wird, wenn sie explodiert. Aus dieser Explosion von schwachköpfigen Pfahlgeistern entsteht der Humor, aus ihrer kriecherischen und naiven Art und Weise, als Furze und Angsthasen zur Natur zurückzukehren – sie, die sich für so schlau hielten, die Wesen, und nicht nur Gas – und einer nach dem anderen legen sie den Funken an den unermesslichen Humor, der am Ende der Welt erstrahlen wird – die Explosion von Ubu selber.“

Telekolleg ’Pataphysik von Jörg Kalt präsentiert pataphysischen Humor in Form eines Kurzfilms (15 Min, 1997).